# Ashoknagar
Ashoknagar è una suddivisione dell'India, classificata come municipality, di 57.682 abitanti, capoluogo del distretto di Ashoknagar, nello stato federato del Madhya Pradesh. In base al numero di abitanti la città rientra nella classe II (da 50.000 a 99.999 persone).

## Geografia fisica
La città è situata a 24° 34' 0 N e 77° 43' 0 E e ha un'altitudine di 504 m s.l.m..

## Società

### Evoluzione demografica
Al censimento del 2001 la popolazione di Ashoknagar assommava a 57.682 persone, delle quali 30.550 maschi e 27.132 femmine. I bambini di età inferiore o uguale ai sei anni assommavano a 9.186, dei quali 4.857 maschi e 4.329 femmine. Infine, coloro che erano in grado di saper almeno leggere e scrivere erano 36.320, dei quali 21.875 maschi e 14.445 femmine.